# Nakivubo Stadium
Das Nakivubo Stadium, auch bekannt als Nakivubo War Memorial Stadium, ist ein multifunktionelles Stadion in Kampala, Uganda. Es wird zurzeit hauptsächlich für Fußballspiele verwendet und dient als Heimstadion des Villa SC. Das Stadion hat eine Kapazität von 15.000 Plätzen, nachdem es 2013 und 2017 renoviert wurde.